# 8098 Miyamotoatsushi
8098 Miyamotoatsushi è un asteroide della fascia principale. Scoperto nel 1993, presenta un'orbita caratterizzata da un semiasse maggiore pari a 2,4358042 au e da un'eccentricità di 0,1965941, inclinata di 3,27182° rispetto all'eclittica.
L'asteroide è dedicato all'astronomo giapponese Atsushi Miyamoto.